# Semana Trágica (Argentina)

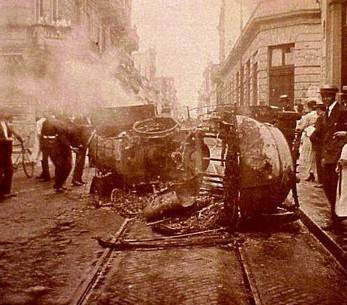
Agitações durante a Semana Trágica

A conhecida Semana Trágica foi uma série de motins que tiveram lugar em Buenos Aires em janeiro de 1919 que foram suprimidos por grupos paramilitares, que deixou 700 mortos e 4.000 feridos, 70 dos quais pertenciam à comunidade judaica local, porque se pede para atacar judeus e catalães. Por isso, é também conhecida como "o primeiro pogrom na América Latina".
Na época, a chamada revolução social do pensamento revolucionário socialista e anarquista chegou às margens do Rio da Prata pelas mãos da imigração europeia. As experiências recentes da Revolução Mexicana e da Revolução Russa também foram vistas como um incentivo para os trabalhadores e uma ameaça pelas classes dominantes. Simultaneamente, havia em Buenos Aires um incipiente processo de industrialização em paralelo com o modelo agro-exportador vigente, o que permitiu a formação de um proletariado da cidade.